# Bootanelleus auritibiae
Bootanelleus auritibiae är en stekelart som först beskrevs av Girault 1915.  Bootanelleus auritibiae ingår i släktet Bootanelleus och familjen gallglanssteklar. Inga underarter finns listade.